# 阿明·法希姆
马赫杜姆·穆罕默德·阿明·法希姆 (1939年8月4日—2015年11月21日，是一位巴基斯坦左翼民粹主义政治家和一位诗人。 他是巴基斯坦人民党高级干部，巴基斯坦人民党副主席、主席和恢复民主联盟前主席。

## 生平
阿明·法希姆于1961年获得信德大学政治学学士学位，1970年开始从事政治活动，并在1970年巴基斯坦大选中获胜，在1990年代是贝娜齐尔·布托的亲密盟友。在成功角逐2008年巴基斯坦大选后，他引人注目地退出了巴基斯坦总理职位的候选人竞选，转而支持优素福·拉扎·吉拉尼。
他是一名苏菲派穆斯林。